# 穴文殊

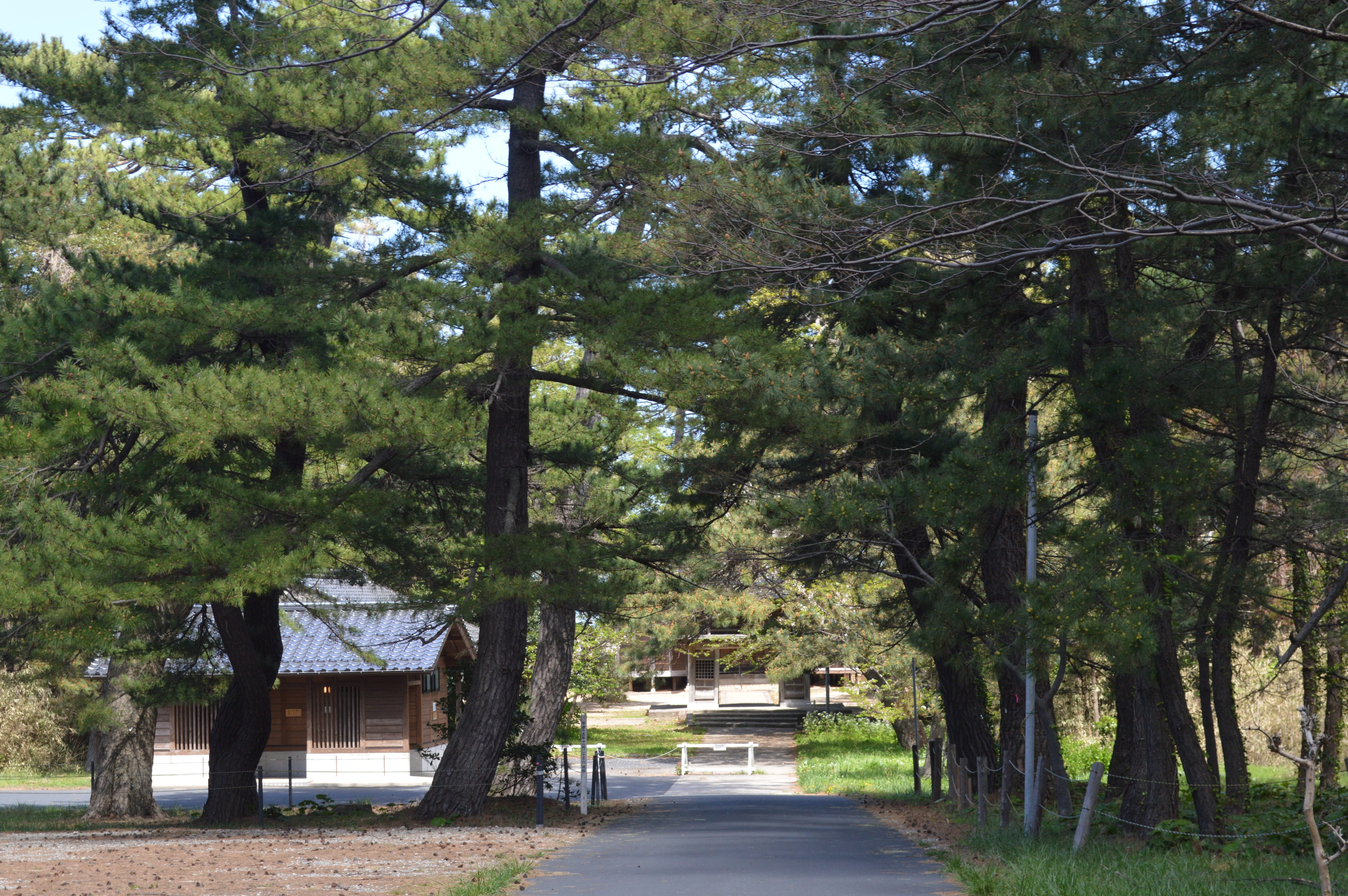
穴文殊（九品寺）境内

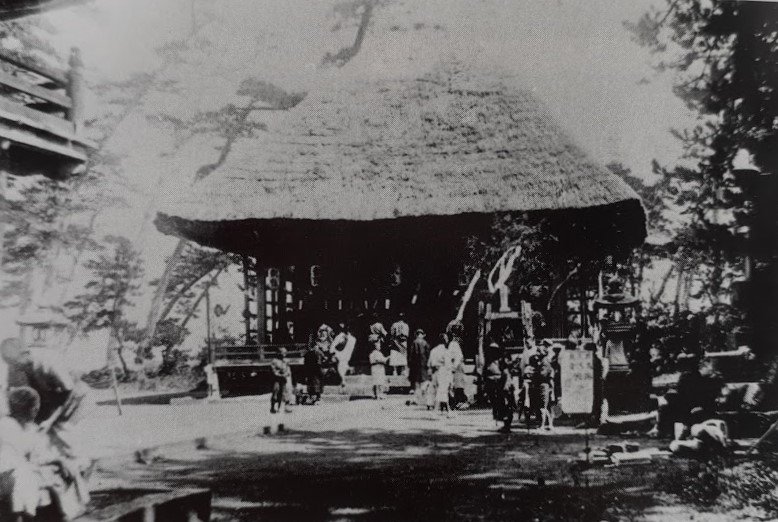
1877年九品寺（穴文殊） 8月25日の大祭(施餓鬼会)

穴文殊（あなもんじゅ）は、清涼山九品寺（きゅうひんじ/くほんじ）の通称である。また、その本尊である文殊菩薩像がかつて祀られていた経ヶ岬付近の海食洞のことをいう。丹後三文殊のひとつに数えられる。
もともと文殊像が安置されていた海食洞は、山陰海岸ジオパークに属する海岸地形の一部で、2002年版以降京都府レッドデータブックで「要継続保護」として挙げられている。
九品寺は、京都府京丹後市丹後町袖志文殊野に所在し、袖志の棚田の西端に位置する曹洞宗の寺院「萬福寺」の境外仏堂である。航空自衛隊経ヶ岬分屯基地と在日米軍経ヶ岬通信所の間にある。

## 歴史

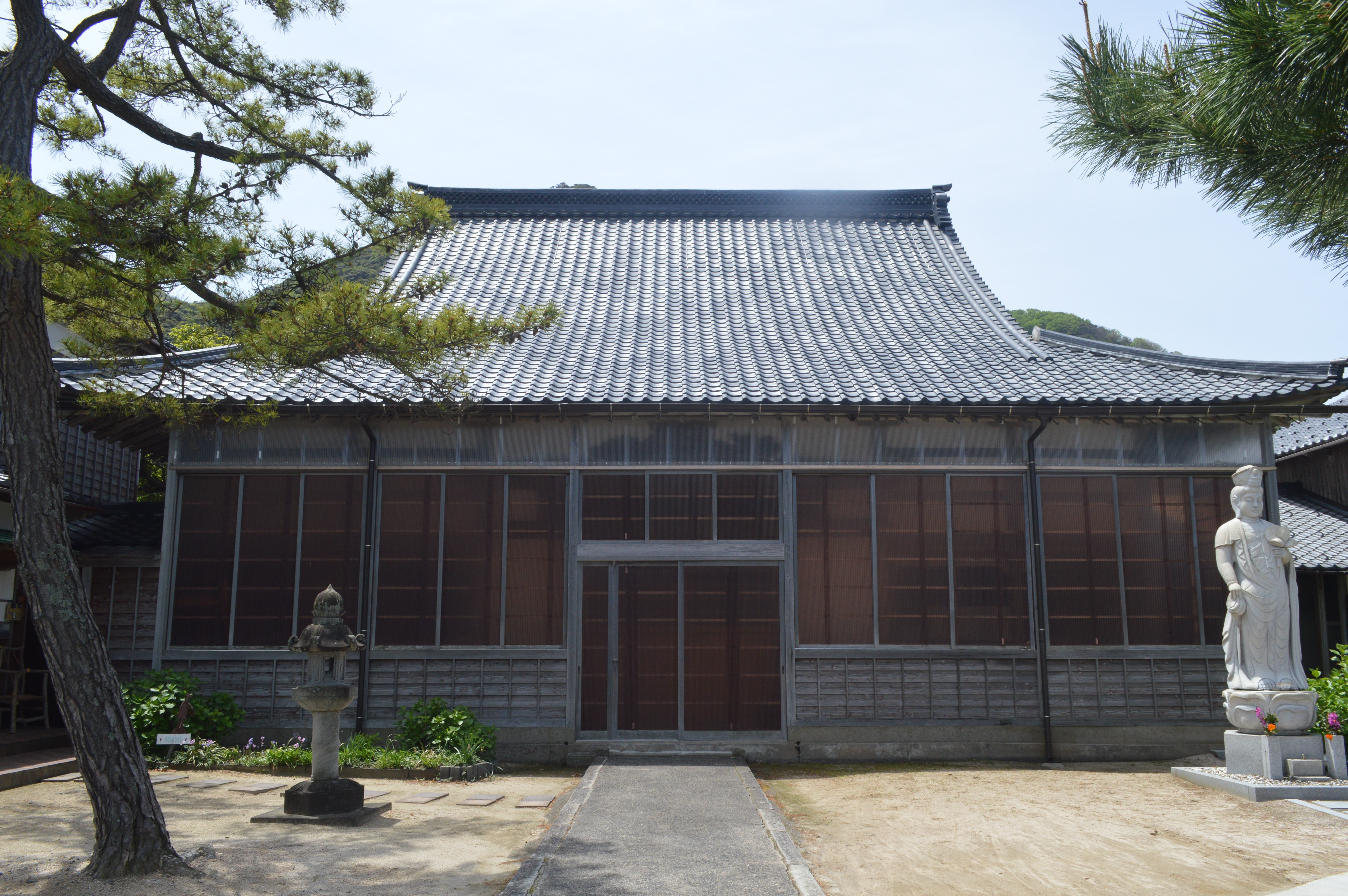
萬福寺

創建不詳ながら400年以上の歴史があるのはまちがいないとみられる。古くより経ヶ岬の海食洞に安置されて信仰の対象であった文殊菩薩の石像を、1609年（慶長14年）に本尊として祀り、海食洞にほど近い陸上の現在地に遷座したのが、九品寺の始まりである。当初は丹後町平（へい）地区の管轄で真言宗の寺院であったが、明治期に袖志と尾和の両村が出資して萬福寺の管理下に置くこととなり、曹洞宗に改宗した。
『宮津府志』の伝承によれば、天竺から海を越えて来日した文殊菩薩は最初に経ヶ岬に渡り、その後、海食洞に入ってしばし逗留した後、九世戸（天橋立）に移ったという。この経緯は智恩寺の創建伝承である『九世戸縁起』（室町時代）に詳く、中世以来の伝承が広く知られていることを意味する。
1814年（文化11年）7月28日、配札と修行の旅路の途中で当地を訪れた野田泉光院は、『日本九峰修行日記』に詳細な見聞録を残している。

### 袖志の伝承
袖志では、『九世戸縁起』に描かれた文殊菩薩と荒神（龍）のエピソードのその後を、穴文珠の創建とあわせて次のように伝えている。
昔、袖志の海では悪竜が暴れて人々を苦しめていたが、僧侶が経ヶ岬で幾度も文珠真言を唱えるうちに説教され、いずこかへ去った。僧侶はその後、悪竜がよく入っていた岩窟に入り、なにかを彫り始めた。人々が悪竜から村を救った僧侶に礼を述べ、何を彫るのかと尋ねたところ、僧侶は「文珠真言を唱えたら竜が理解してくれたので、文殊菩薩を彫る」と答え、幾日も昼夜をとわずに彫り続けた。袖志の人々は1日3回交代で岩窟の入口まで僧侶のための食事を運びながら、悪竜が去って平和が戻った村で田畑の世話や漁に明け暮れていた。ある晴れた日、いつものように食事を運ぶと、石を彫る音が消えている。もしや僧侶が倒れたのではと案じた村人が洞窟の中に入ってみると、僧侶が彫りあげたぴかぴかと光輝く石像が祀られていた。獅子の上に文殊菩薩が乗った姿であった。その夜から翌朝にかけて、村の人々は皆で岩窟に集まって祈りを捧げ、その後も毎日だれかが参詣したという。
その後、何十年かの月日が流れたある日、海心という名の僧侶が訪れ、村人と同じように岩窟に参詣して祈りを捧げた。その際、海心和尚は石仏が歳月で少し風化していることに気づき、村人に仏像をこのままにせず、どこかに寺を建てて祀ることを勧めた。悪竜から村を守った僧侶が経を唱えたその場で作ったものだから、動かすのはよくないと考える人もいたが、説得を受けて岩窟の上にお堂を建立した。1609年（慶長14年）のことであるという。大きな岩窟の上にあるので穴文殊堂と呼ばれるようになったが、ほんとうの名は「清涼山九品寺」という。だが、それを知る者は少ないという。

## 海食洞「穴文殊」

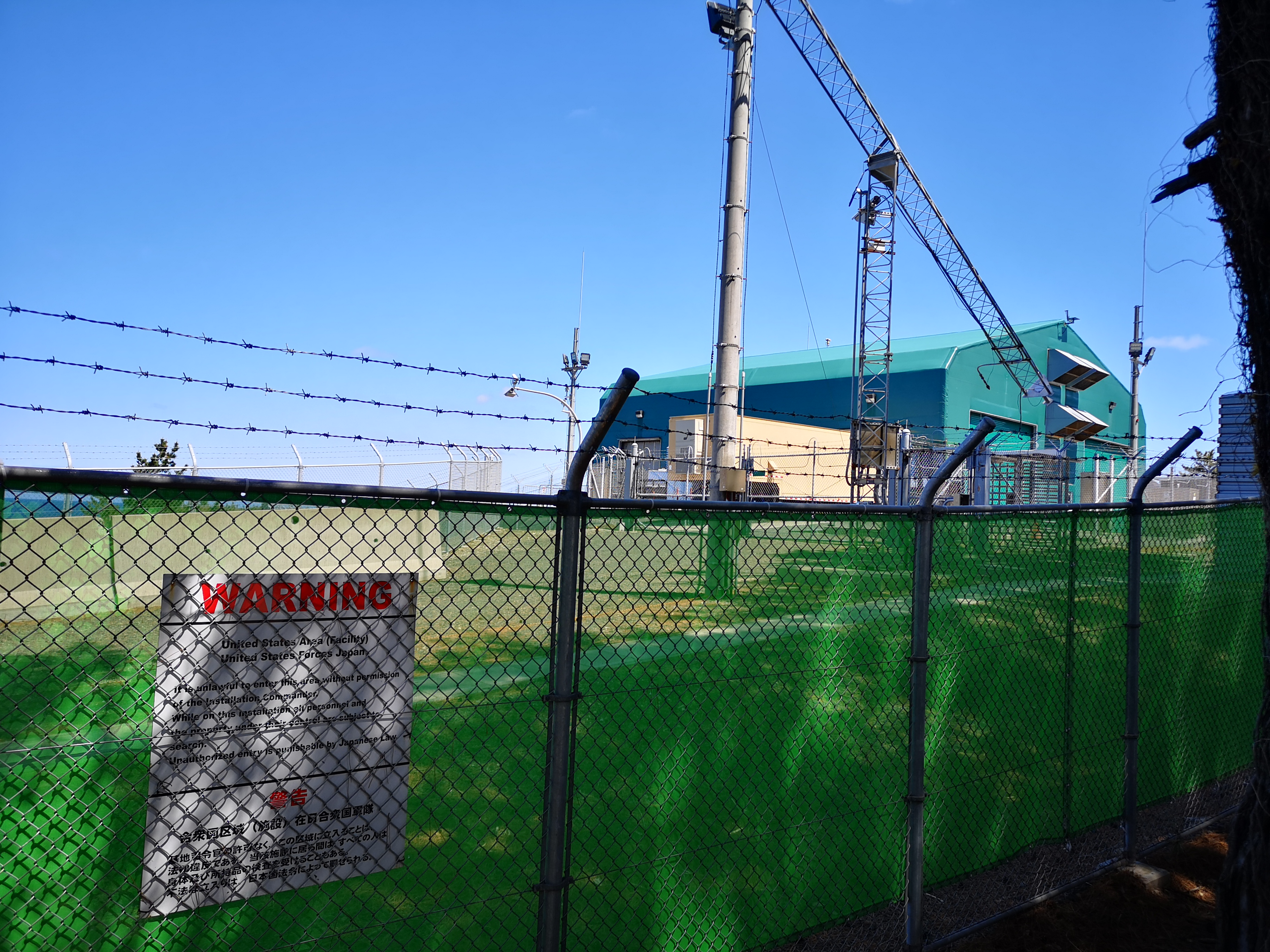
穴文珠のある海食洞の真上に位置する米軍経ヶ岬通信所

丹後天橋立大江山国定公園内にあり、在日米軍経ヶ岬通信所の敷地の真下に位置する。この岬は、角閃石安山岩の貫入岩からなっており、柱状節理が進んだ状態にある。波によって崖が浸食されたことにより、高さ約10メートルの海食洞が形成されたうちのひとつである。丹後半島沿岸には他にも多くの海食洞が見られるが、その中でも穴文殊の海食洞は規模の大きい方とされ、深い堂宇となっている。洞穴の奥深さは明らかとなっていないが、かつて国道178号線付近から潮が噴き出したことがあるといい、海から道路付近まで洞が続いていると考えられている。京都府のレッドデータブックに「要継続保護」と記録される。
『丹哥府志』や『日本久峰修行日記』の記録によれば、穴文殊の海食洞は、西に40～50間、東に30間ばかりの数十丈の岩壁のなか、8～9間の深く抉れて崖が東西に分かれた奥にある。年に数回、波の凪いだ日には小舟で14～15間は入れるものの、そこから先まで進む者は少なく、そのさらに奥に文殊菩薩が安置されていた。穴の奥深さは底知れず、竜燈がつねに灯ると伝承され、凪でない日にこれを拝もうとすると、穴の右側の岩ノ鼻から綱を伝って水際まで降りればわずかに拝むことができた。1812年（文化8年）頃、これを疑った京都の六部が己が目で確認しようと綱を伝って水際まで降りることを試みたが、海中に転落して命を落とし、その死骸も上がらなかったという。人々は文殊の罰を受けたものと噂した。文殊菩薩像が九品寺の本尊として崖の上に移された後も、海食洞は聖地「穴文殊」として信仰の対象となっている。
2017年（平成29年）8月、在日米軍経ヶ岬通信所が工事作業員のためのコンテナトイレを、この海食洞の真上に設置したことで、地域住民の反感を招いた。猛抗議を受け、経ヶ岬通信所は早々にトイレの使用を中止し、同年9月9日までにこれを撤去した。

## 九品寺（通称「穴文殊」）

### 境内
丹後町袖志地区の西方に位置し、日本海に突き出す形で数町歩の面積がある。21世紀においては周辺や敷地の一部に在日米軍経ヶ岬通信所や航空自衛隊分屯基地が展開する。
本尊である文殊菩薩立像を祀る本堂の前に、石灯籠が3対あり、その前に楼門（山門）が建つ。楼門の右手に、本坊がある。本堂の右手には、子安地蔵や石造の多宝塔があり、堂の左には境内社の稲荷社がある。境内社は稲荷社のほか、豊川稲荷大明神を祀る。
参道には『萬福寺の「文殊のマツ」』と呼ばれるクロマツの老木が並んでおり、京都の自然200選にも選ばれている。丹後半島一帯で松くい虫の被害がでており、地元では並木の保全活動に努めている。参道の途中に「宇川牛発祥地」の碑石があり、かつて境内で祭の翌日以降に宇川牛の牛市が開かれていた名残をとどめる。

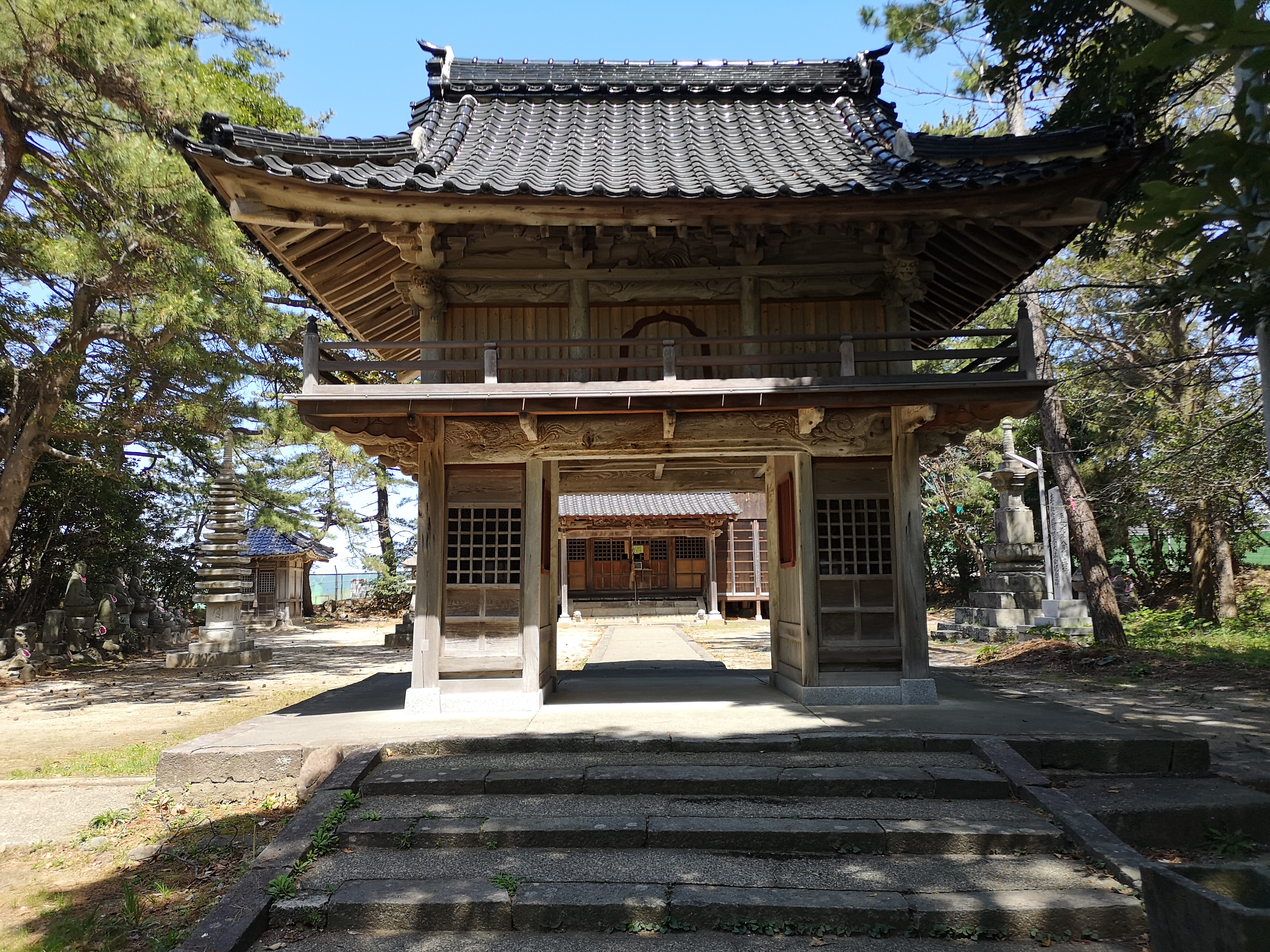
楼門（山門）
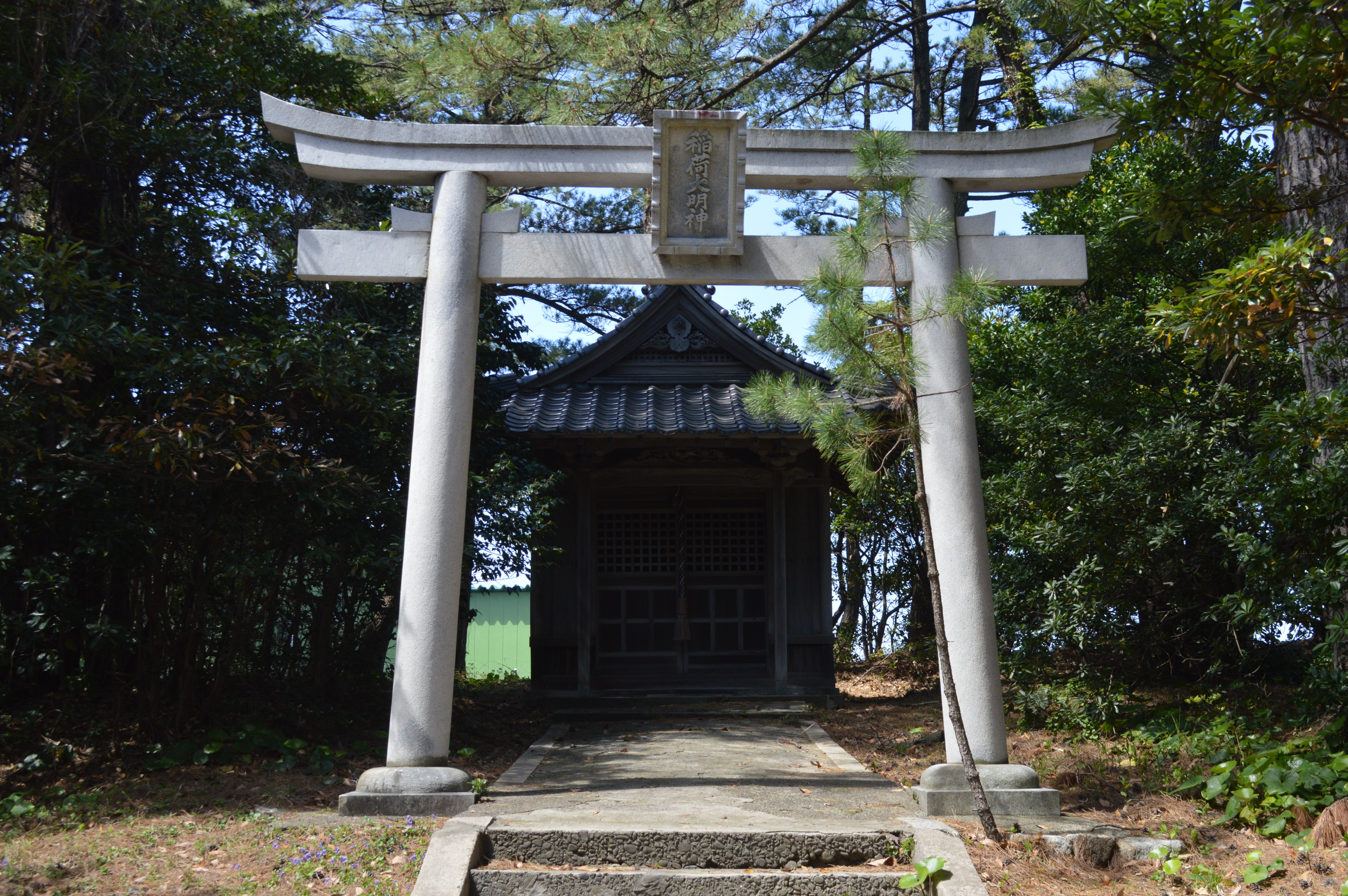
稲荷大明神（境内社）
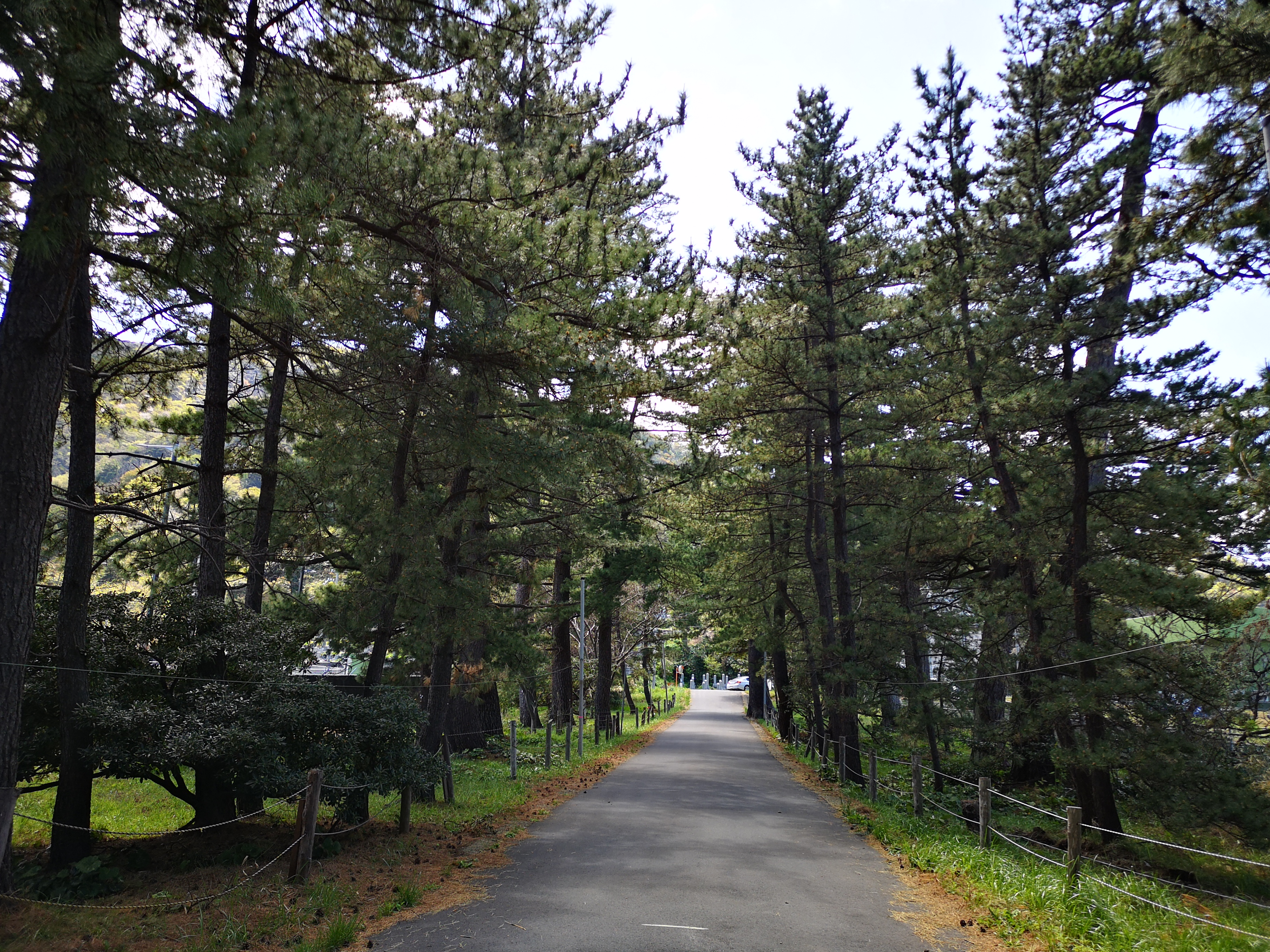
参道
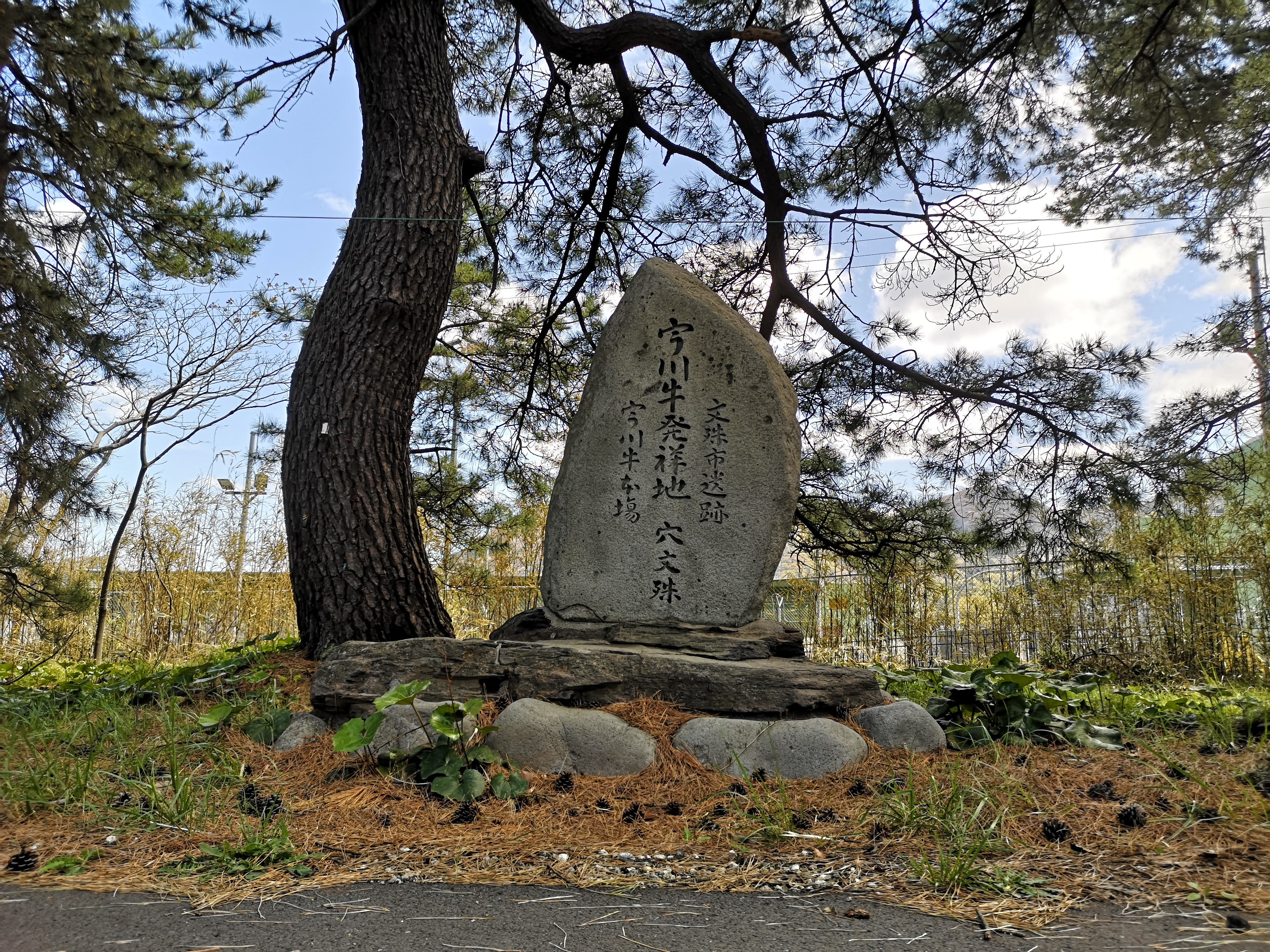
宇川牛発祥地の碑

### 本尊
文殊菩薩を彫りぬいた石造りの立像である。京都大学の西田博士鑑定によれば、足利時代の石調名作であるという。

### 祭事
かつては7月25日に施餓鬼があり、5～6里四方から参拝者を集めた。20世紀以降は地蔵盆の翌日、8月24日に「穴文珠祭り」を執り行い、夜店が立ち並ぶにぎわいをみせる。

## 現地情報

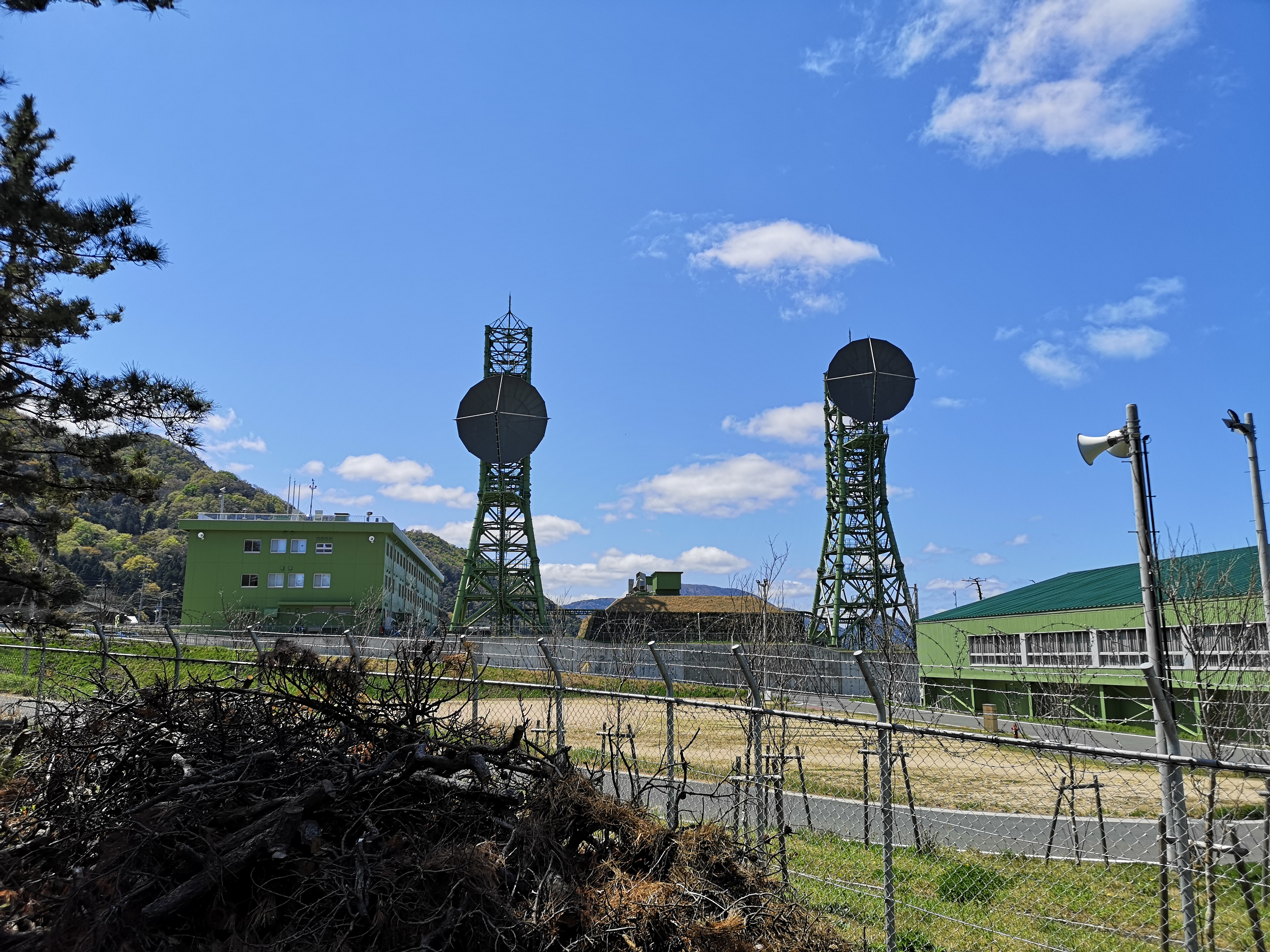
九品寺参道に隣接する経ヶ岬分屯基地

- 所在地   京都府京丹後市丹後町袖志と京都府京丹後市丹後町尾和の中間地点に位置する。
- 最寄りバス停「穴文殊」[13]